# Plasah
Plasah is een bestuurslaag in het regentschap Sampang van de provincie Oost-Java, Indonesië. Plasah telt 706 inwoners (volkstelling 2010).